# Strangesta confusa
Strangesta confusa är en snäckart som först beskrevs av Ludwig Pfeiffer 1855.  Strangesta confusa ingår i släktet Strangesta och familjen Rhytididae. Inga underarter finns listade i Catalogue of Life.